# Carlo Morbio
Carlo Morbio (Novara, 1º aprile 1811 – Milano, 27 gennaio 1881) è stato un bibliografo, storico e numismatico italiano. Fu autore di trattati storici composti raccogliendo numerosi manoscritti riguardanti la storia di Milano e della Lombardia, oggi conservati presso la Biblioteca Braidense di Milano. Redasse bibliografie di manoscritti francesi presenti nelle biblioteche italiane e di numismatica.